# Ratpenat de ferradura de Pearson
El ratpenat de ferradura de Pearson (Rhinolophus pearsoni) és una espècie de ratpenat que es troba a Bhutan, Xina, l'Índia, Laos, Malàisia, Myanmar, el Nepal, Tailàndia i el Vietnam.